# Brückenkatastrophe in Koblenz

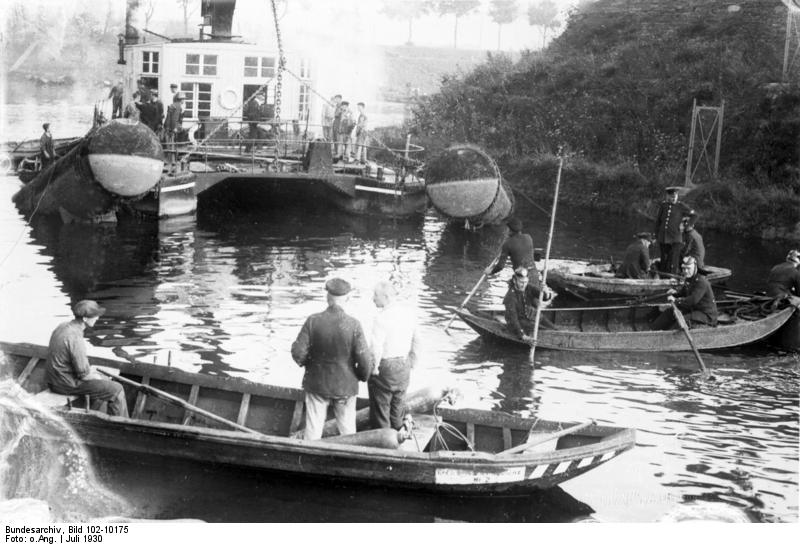
Bergungsarbeiten an der Unglücksstelle in Koblenz-Lützel

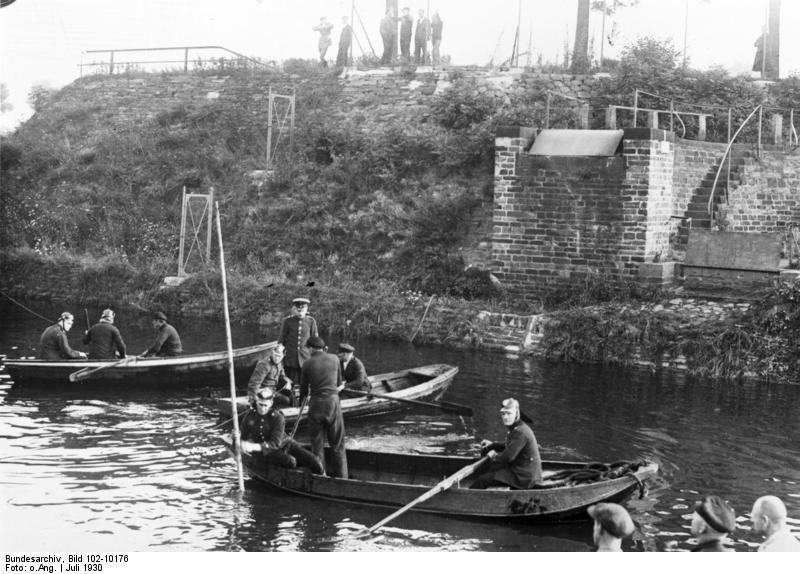
Die Feuerwehr sucht mit Stangen das Hafenbecken nach Toten ab, Reste der Brücke sind im Hintergrund sichtbar

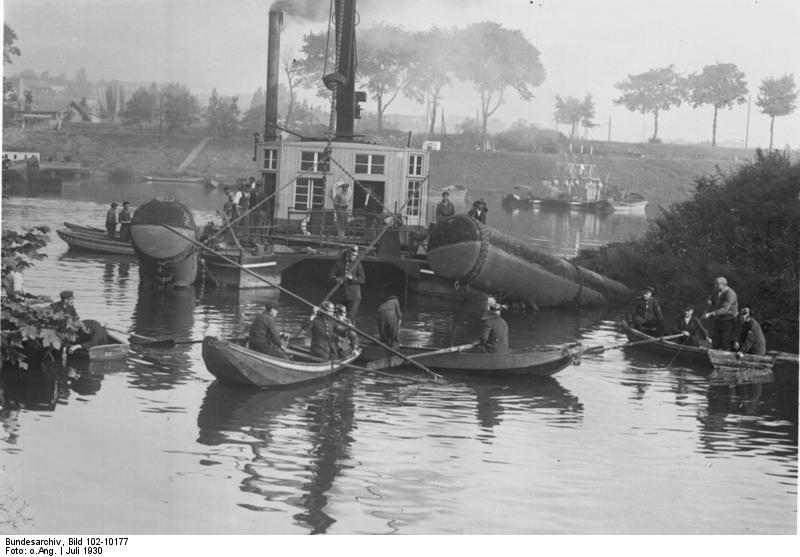
Die Unglücksstelle während der ersten Rettungsmaßnahmen

Die Brückenkatastrophe in Koblenz war die größte zivile Katastrophe in der Geschichte der Stadt Koblenz. Beim Einsturz einer Behelfsbrücke über den Sicherheitshafen in Koblenz-Lützel am 22. Juli 1930 starben 38 Menschen.

## Geschichte
Am Tag des Unglücks fanden in Koblenz und am Deutschen Eck die nationalen Feierlichkeiten zum Ende der alliierten Rheinlandbesetzung statt. Die Räumung des Rheinlands hatte Außenminister Gustav Stresemann auf der Haager Friedenskonferenz im August 1929 erreicht. Die letzten französischen Truppen verließen Koblenz daraufhin am 30. November 1929.
An der „Hauptbefreiungsfeier“ nahm auch Reichspräsident Paul von Hindenburg teil, der zuvor bereits bei vielen Befreiungsfeiern entlang des Rheins anwesend war. Die Stadt bereitete sich enthusiastisch auf die Befreiungsfeier vor, die Häuser waren mit Girlanden und Flaggen geschmückt. Das Schiff von Reichspräsident Hindenburg legte zusammen mit dem preußischen Ministerpräsidenten Otto Braun gegen 11:30 Uhr am Deutschen Eck an, wo er von Oberbürgermeister Karl Russell begrüßt wurde. Der offiziellen Begrüßung folgte ein Festakt der Preußischen Staatsregierung in der Städtischen Festhalle mit Empfängen und Banketten sowie eine Rundfahrt durch die Stadt.
Der Höhepunkt des Tages war das Feuerwerk von der Festung Ehrenbreitstein gegen 22:30 Uhr. Rhein- und Moselanlagen waren gesäumt von hunderttausenden Menschen, die teils mit Sonderzügen angereist waren. Nach Ende des Feuerwerks gegen 23 Uhr drängten viele Menschen, die sich am Neuendorfer Eck in Lützel direkt gegenüber dem Deutschen Eck befunden hatten, über eine schmale Pontonbrücke, die sich an der Einfahrt zum Sicherungshafen befand, um eine Abkürzung zu nehmen. In der dunklen Nacht sahen sie nicht was vor ihnen geschah, als die Behelfsbrücke gegen 23:15 Uhr unter der Last einbrach.
Die Pontonbrücke lagerte an den Seiten auf einer drei Meter hohen Mauer. Durch die Last von etwa 200 Menschen, die sich zum Zeitpunkt des Unglücks auf der Brücke befanden, wurden die Schwimmkörper unter Wasser gedrückt, daraufhin rissen die Brückenenden aus ihrer Verankerung. Die wegen der Lage in einer Hafeneinfahrt für eine Pontonbrücke ungewöhnlich hohe Konstruktion neigte sich zur Seite und alle auf ihr befindlichen Personen fielen ins Wasser.
Es dauerte lange, bis die ersten Rettungskräfte vor Ort waren. Sie hatten es an dieser unbeleuchteten Stelle schwer, die im Wasser treibenden Menschen mit Booten, Stangen und Stöcken zu retten. In den ersten drei Stunden wurden 34 Menschen tot geborgen; später weitere vier.
Am nächsten Morgen erfuhr Reichspräsident Hindenburg von der Katastrophe und brach sofort seine weitere Reise durch das Rheinland ab. Vorgesehen waren noch Besuche in Trier und Aachen. Das Ereignis löste in ganz Deutschland Mitgefühl und Trauer aus. Die Titelseiten der großen Zeitungen in Deutschland waren tagelang von den Ereignissen in Koblenz geprägt. Viele Menschen spendeten Geld für die Opfer der Katastrophe; drei Wochen später waren 79.794,25 Reichsmark eingegangen. Auch im Ausland teilte man die Trauer um die Opfer. Das Reichsverkehrsministerium veranlasste eine Untersuchung des Unglücks. Dabei konnte man ein Fremdverschulden ausschließen. Der Grund für das Unglück lag in der Überlastung durch so viele Menschen. Die hohe Opferzahl erklärt sich daraus, dass seinerzeit viele Menschen nie Schwimmen gelernt hatten und zudem im Dunkeln die Orientierung verloren.
Die Beerdigungsfeierlichkeiten fanden am 26. Juli 1930 unter großer Anteilnahme der Koblenzer Bevölkerung statt. Der Trauerzug mit 38 Särgen führte durch die Straßen der Stadt zum Koblenzer Ehrenfriedhof; Schulkinder und Vereine standen Spalier. Reichsverkehrsminister Theodor von Guérard legte im Namen des Reichspräsidenten und der Reichsregierung Kränze nieder. 14 der verunglückten Personen wurden im Gräberfeld 20 gegenüber dem Ehrenfriedhof 1914/18 begraben, die übrigen überführte man in ihre Heimatorte. Die Grabanlage besteht aus einem schmalen Weg, an dem jeweils rechts und links sieben mit Kissensteinen markierte Grabstätten liegen. Am Ende des Weges befindet sich ein schlichter Gedenkstein.